# Municipalità locale di Camdeboo
La municipalità locale di Camdeboo  (in inglese Camdeboo Local Municipality) è stata una municipalità locale del Sudafrica appartenente alla municipalità distrettuale di Sarah Baartman, nella provincia del Capo Orientale. In base al censimento del 2001 la sua popolazione era di 44.373 abitanti.
È stata soppressa nel 2016, quando si è fusa con le municipalità locali di Baviaans e di Ikwezi per costituire la municipalità locale di Dr Beyers Naudé.
La sede amministrativa e legislativa era la città di Graaff-Reinet e il suo territorio si estendeva su una superficie di 7.229 km² ed era suddiviso in 6 circoscrizioni elettorali (wards). Il suo codice di distretto era EC101.

## Geografia fisica

### Confini
La municipalità locale di Camdeboo confinava a nord con quella di Ubuntu (Pixley ka Seme/Provincia del Capo Settentrionale), a nord e a est con quella di Inxuba Yethemba (Chris Hani).

### Città e comuni
- Aberdeen
- Adendorp
- Bethesdaweg
- Graaff-Reinet
- Kendrew
- Nieu-Bethesda
- Thembalesizwe
- uMasizakhe

### Fiumi
- Bloukrans
- Broederstroom
- Droë
- Elandskloof
- Gats
- Groot–Vis
- Klein Seekoei
- Klip
- Moordenaars
- Ouplaas
- Pienaars
- Sondags
- Swart
- Willem Burgers

### Dighe
- De Hoopdam
- Vanryneveldspasdam